# بازار رفسنجان
مجموعه بازار رفسنجان مربوط به دوره آل مظفر و دوره قاجار است و در رفسنجان، محله علی‌آباد، بین خیابان انقلاب و خیابان بهشتی واقع شده و این اثر در تاریخ ۲۲ مرداد ۱۳۸۴ با شمارهٔ ثبت ۱۳۲۹۰ به‌عنوان یکی از آثار ملی ایران به ثبت رسیده است.